# 269243 Charbonnel
269243 Charbonnel este o planetă minoră (asteroid), cu un diametru de 3,028 km, din centura de asteroizi. A fost descoperită pe 27 august 2008 la observatoire des Pises⁠(d) de Jean-Marie Lopez⁠(d). 
Obiectul prezintă o orbită caracterizată de o semiaxă mare de 3,18391419907 UAi, o excentricitate de 0,14, o înclinație de 2 ° în raport cu ecliptica.